# ألان ديكنز
ألان ديكنز (بالإنجليزية: Alan Dickens)‏ هو لاعب كرة قدم بريطاني في مركز الوسط، ولد في 3 سبتمبر 1964 في بلايستو ‏ في المملكة المتحدة. شارك مع منتخب إنجلترا تحت 18 سنة لكرة القدم ومنتخب إنجلترا تحت 21 سنة لكرة القدم. أما مع النوادي، فقد لعب مع تشيلسي وكولتشستر يونايتد ونادي برينتفورد ونادي هايز ووست بروميتش ألبيون ووست هام يونايتد.